# Герард Странник
Герард (умер ок. 639 года) — странник английский. День памяти — 28 апреля.
Святой Герард, странник (Gerard the Pilgrim), был из Англии. Он и три его товарища — Ардвин (Ardwine), Бернард (Bernard) и Хью (Hugh) скончались в Галинаро (Galinaro), что на юге Италии.
В Галлинаро имеется санктуарий святого Герарда, относящийся к первой половине XI века, где он упокоивается вместе со своими товарищами, именуемыми, согласно местной традиции, Стефаном и Петром.